# Cleopa David Msuya
Cleopa David Msuya, född 4 januari 1931 i Chomvu i regionen Kilimanjaro, död 7 maj 2025 i Dar es Salaam, var premiärminister i Tanzania från 7 november 1980 till 24 februari 1983, och från 7 december 1994 till och med 28 november 1995. 

## Biografi
Msuya föddes i Chomvu, Usangi, i Mwangadistriktet i Kilimanjaroregionen. Han läste vid Makerere University College från 1952 till 1955, och han jobbade med samhällsutveckling i landets lantliga delar mellan 1956 och 1964. Med början 1964 verkade han som ständig sekreterare för ett flertal ministerier: bland annat var han ständig sekreterare för "Ministry of Community Development and Culture" (ungefär: "Ministeriet för utveckling och kultur") från 1964 till 1965; vid "Ministry of Lands Settlement and Water Development" (ungefär: "Ministeriet för fastställande av land och utveckling av vatten") från 1965 till 1967; vid "Ministry of Economic Affairs and Planning" (ungefär: "Ministeriet för finansärenden och planering") från 1967 till 1970; samt vid "Ministry of Finance" (ungefär: "Finansministeriet") från 1970 till 1972.
Han blev finansminister den 18 februari 1972 och tjänstgjorde i den positionen fram till dess att han blev industriminister den 3 november 1975. Efter fem år som detta blev han premiärminister i november 1980, och tjänade som det fram tills 1983. Därefter var han åter finansminister mellan februari 1983 och november 1985. Den 6 november 1985 blev hans ministerpost utökad och han blev minister för finanser, finansärenden och planering fram till mars 1989. Från mars 1989 till december 1990 var han åter finansminister och från mars 1990 till december 1994 var han minister för industri och handel.
I december 1994 blev Msuya premiärminister en andra gång, och tjänade samtidigt som vicepresident. Han ersattes på de posterna i november 1995. I parlamentsvalet 1995 valdes han åter in i Tanzanias nationalförsamling, och han fullgjorde sin parlamentstid som en icke-minister. Han pensionerades den 29 oktober 2000.
Efter sin pension fortsatte Msuya att vara aktiv i det Revolutionära statspartiet (CCM). Sedan 2006 var han även styrelseordförande för Kilimanjaro Development Forum.